# 湊あくあ
湊 あくあ（みなと あくあ、英: Minato Aqua、中: 湊 阿库娅）は、日本の元バーチャルYouTuber。ホロライブプロダクション2期生として活動していた。2024年8月28日にホロライブを卒業した。

## 概要
2018年8月3日にSNSを開始し、8月8日に初配信をしてホロライブの2期生としてデビューした。
2020年8月に開催された1stワンマンライブで披露された初のオリジナル曲「#あくあ色ぱれっと」は2021年末にTikTok経由で人気となり、2023年4月時点でTikTokの曲名タグだけで1億2000万回再生以上、YouTubeのミュージックビデオも1200万回再生を超えている。
2021年1月にYouTubeのチャンネル登録者数100万人を達成し、記念として湊あくあが主演、プロデュースを務める恋愛アドベンチャーゲーム『あくありうむ。』が制作され、2022年に発売された。
2022年10月20日発売の『週刊ファミ通 2022年11月3日号』ではVTuberとしては同誌初の単独表紙を飾った。
2024年8月6日、会社との方向性の違いからホロライブを卒業することを発表した。8月28日、最後の曲「#きみいろプリンセス」を発表、同日の卒業ライブ配信「あくあ色に染まれ！／MinatoAqua Graduation LIVE」は最大同時接続数約75万人を記録し、また、Xの世界トレンドで1位を獲得した。

## 人物
誕生日は12月1日。身長148センチ。挨拶は「皆さんどうもこんあくあー！ 湊あくあです！」など。愛称は主にあくたん、AKUKIN（あくきん）、英語圏では頭部が赤たまねぎに見えることからOnionなど。
イラストレーターはがおう。ファンの名称（ファンネーム）は「あくあクルー」。
ホロライブメンバーの中でも、ゲームをガチプレイヤー寄りの思考でプレイをし、ホロライブメンバー間でマリオカート8 デラックスをプレイし行われた「ホロライブ杯」では高度なプレイングにて2位を大きく突き放し優勝する腕前を見せつけた。2021年に行われた第2回大会でも準優勝となったものの、1ポイントの差に悔し涙を流していた（優勝は星街すいせい）。
星街すいせい、常闇トワの3人を合わせてStartend（スターテンド、略称：スタテン）と呼ばれていた。
週に必ず1回はオムライスを食べるという。

## 略歴
- 2018年
  - 7月14日から同月22日にかけカバー株式会社によるVTuberオーディションが行われ[15]、同年8月8日よりYouTubeでの活動を開始した[16]。キャラクターの名称及びデザインはオーディション開始時にイラストレーター担当者名と共に公開された[15]。

- 2019年
  - 6月3日にYouTubeチャンネル登録者数10万人を突破[17]。

- 2020年
  - 4月、bilibili動画において、約64万人のファンと441人の舰长[注 3]を獲得した[18]。
  - 5月30日、チャンネル登録者数50万人を突破した[19]。
  - 8月、bilibili動画のチャンネル登録者数が82万人となった[20]。
  - 8月6日に発売された『アニメディア』9月号の裏表紙を飾った[21]。2020年9月には『ようこそ実力至上主義の教室へ』の高度育成高校生徒会 広報担当に就任[22]。
  - 10月11日に日清カレーメシWEEKアンバサダーとして大空スバル、兎田ぺこらとともにコラボ限定ユニット『スパイスラブ』を結成、コラボソング「カレーメシ・イン・ミラクル」も発表。同年10月18日にオンラインライブ『スパイスライブ』を配信[23]。

- 2021年
  - 1月13日にYouTubeチャンネル登録者数100万人を突破。ホロライブプロダクションにおいて5人目となる大台突破となった[24]。
  - 5月20日のYouTube配信において、同年6月上旬までの活動休止を発表。活動休止の具体的な理由は明言されていないが、体調面と精神面での不調が続いており、治療に専念する為の活動休止としている[25]。
  - 6月8日、レッドブル・ジャパン株式会社が販売を行っているレッドブルのバーチャル・アンバサダーに就任[26]。

- 2024年
  - 5月9日にYouTubeチャンネル登録者数200万人を突破。ホロライブプロダクションにおいて5人目となる大台突破となった[27]。
  - 8月6日のYouTube配信において、同年8月28日にホロライブを卒業することを発表[28]。
  - 8月28日、最後のYouTubeでのライブストリームを実施し、卒業[29]。

## 主な出演

### ライブ・イベント
※はライブストリーミングのみ。
- ニコニコ超会議2019 超bilibili Vupステージ（2019年4月27日、幕張メッセ）[30]）
- BILIBILI WORLD 2019（2019年8月16日 - 18日・10月4日 - 6日、広州市・上海市）[31][32][33]）
- Vアニ 2019（2019年8月18日、cluster※）[34]
- スパイスライブ（2020年10月18日、YouTubeオンラインライブ、出演：スパイスラブ）
- 「VTuber Fes Japan 2021」DAY1（2021年1月30日、川口総合文化センター・リリア）[35]
- hololive IDOL PROJECT 1st Live.『Bloom,』（2021年2月17日、東京ガーデンシアター）[36]
- Blue Journey 1st Live「夜明けのうた」（2023年9月13日、東京ガーデンシアター）[37]

#### ワンマンライブ
- 湊あくあ アニバーサリーライブ 2020『あくあ色すーぱー☆どり〜む♪』（2020年8月21日、ニコニコ動画・bilibili同時オンライン配信）[38][39]
- 湊あくあ 3Dライブ 2021『あくあ色す〜ぱ〜みらくる☆どり〜む♪』（2021年5月9日、YouTube Live）[40]
- 『湊あくあ SEASIDE AQUA FES』（2021年7月22日[注 4][41] 2022年2月19日[42]、日清食品 POWER STATION [REBOOT] 『よこすか海のアニメカーニバル』内）
- あくあ色 3rd Anniversary Live（2021年8月9日、YouTube Live）[43]
- 湊あくあ ワンマンライブ2022「あくあ色 in わんだ〜☆らんど♪」（2022年1月28日、豊洲PIT・SPWN）[44]
- あくあ色ふぇすてぃばる。（2022年8月11日、YouTube Live）[45]
- Dreamy Day（2023年8月15日、YouTube Live）

#### ホロライブ全体ライブ
- 「hololive 1st fes. ノンストップ・ストーリー」（2020年1月24日、豊洲PIT）[46]
- 「hololive 2nd fes. Beyond the Stage Supported By Bushiroad」STAGE1（2020年12月21日 ニコニコ公式有料生放送&SPWN）[47]
- 「hololive 3rd fes. Link Your Wish Supported By ヴァイスシュヴァルツ」DAY2（2022年3月20日、幕張メッセ）[48]
- 「hololive 4th fes. Our Bright Parade Supported By Bushiroad」DAY2（2023年3月19日、幕張メッセ）[49]
- 「hololive 5th fes. Capture the Moment Supported By Bushiroad」DAY2（2024年3月17日、幕張メッセ）[50]

### ゲーム
- アズールレーン（2019年[51]、湊あくあ） - 潜水艦・コラボレーション実装[52][53]
- ブイブイブイテューヌ（2020年、湊あくあ[54]）
- D4DJ Groovy Mix（2020年、湊あくあ）- 「#あくあ色ぱれっと」実装
- バンドリ！ ガールズバンドパーティ！（2021年、Pastel＊Palettes×湊あくあ） - 「ファンサ」実装[55][56][57][58]
- あくありうむ。（2022年、湊あくあ[59]）

## タイアップ
- 郵便局物販サービス（2021年11月1日 - 2022年1月7日）ホロライブタレントとコラボした年賀はがきや限定グッズの発売が決定[60]。
- よこすか海のアニメカーニバル（2021年11月13日 - 28日 横須賀市 世界三大記念艦「三笠」）イベントのアンバサダーに就任。グッズやコラボメニューが販売される[61]。
- 「ホロライブ神田祭2023」（2023年5月） - 神田祭、アトレ秋葉原とのコラボイベント[62]。

### 楽曲タイアップ
| 時期   | タイトル          | 備考                                                                        |
| ------ | ----------------- | --------------------------------------------------------------------------- |
| 2022年 | あいわな          | フジテレビ「全力!脱力タイムズ」2、3月度エンディングテーマ                   |
| 2022年 | #あくあ色ぱれっと | YouTube Premium 2022年夏キャンペーンCM「YouTube Musicならではのオススメ篇」 |
| 2022年 | 未だ、青い        | 『あくありうむ。』主題歌                                                    |
| 2022年 | カシオペア        | 『あくありうむ。』エンディングテーマ                                        |

## ディスコグラフィ
○主な出典：hololive（ホロライブ）公式サイト

### 湊あくあ
| 発売日        | タイトル                        | 品番     | 出典          | 備考                                        |
| ------------- | ------------------------------- | -------- | ------------- | ------------------------------------------- |
| 2020年8月29日 | #あくあ色ぱれっと               | CVRD-007 | [ 67 ] [ 68 ] |                                             |
| 2021年8月9日  | 海想列車                        | CVRD-059 | [ 69 ] [ 70 ] |                                             |
| 2021年9月26日 | aqua iro palette                | CVRD-079 | [ 71 ]        | 「#あくあ色パレット」英語歌詞のセルフカバー |
| 2021年11月9日 | きらきら                        | CVRD-087 | [ 72 ] [ 73 ] |                                             |
| 2021年12月2日 | uni-birth                       | CVRD-094 | [ 74 ] [ 75 ] |                                             |
| 2022年1月29日 | あいわな                        | CVRD-123 | [ 76 ] [ 77 ] |                                             |
| 2022年8月9日  | 未だ、青い                      | CVRD-192 | [ 78 ] [ 79 ] | 『あくありうむ。』主題歌                    |
| 2022年12月2日 | 君の最推しにしてよ！            | CVRD-239 | [ 80 ] [ 81 ] |                                             |
| 2023年12月2日 | エイムに愛されしガール          | CVRD-365 | [ 82 ]        |                                             |
| 2024年6月17日 | プリンセス・キャリー            | CVRD-435 | [ 83 ]        |                                             |
| 2024年8月9日  | 恋愛ストラテジック              | CVRD-458 | [ 84 ]        |                                             |
| 2024年8月28日 | キズナトキセキ with hololive JP | CVRD-466 | [ 85 ]        |                                             |
| 2024年8月29日 | #きみいろプリンセス             | CVRD-467 | [ 86 ]        |                                             |

### NEGI☆U
| 発売日        | タイトル                   | 品番      | 出典   |
| ------------- | -------------------------- | --------- | ------ |
| 2021年9月1日  | つまりはいつもくじけない！ | QECR-1    | [ 89 ] |
| 2022年5月26日 | PANIGHT                    | CVRD-161A | [ 90 ] |
| 2023年5月19日 | 寿司☆でしょ！              | CVRD-288  | [ 91 ] |

| 発売日       | タイトル             | 品番     | 出典   |
| ------------ | -------------------- | -------- | ------ |
| 2022年6月1日 | ねぎゆーのパないうた | CVRD-161 | [ 92 ] |

### UMISEA
| 発売日        | タイトル                       | 品番     | 出典   |
| ------------- | ------------------------------ | -------- | ------ |
| 2021年9月19日 | 浸食!! 地球全域全おーしゃん    | CVRD-077 | [ 93 ] |
| 2022年8月29日 | りゅーーっときてきゅーーっ!!!  | CVRD-205 | [ 94 ] |
| 2023年5月3日  | うみシーのさちハピ！           | CVRD-286 | [ 95 ] |
| 2023年8月14日 | おーしゃんうぇーぶ・Party☆らぃ | CVRD-318 | [ 96 ] |

### hololive IDOL PROJECT
| 発売日        | タイトル                                            | 品番     | 出典    |
| ------------- | --------------------------------------------------- | -------- | ------- |
| 2019年9月16日 | Shiny Smily Story                                   | CVRD-001 | [ 97 ]  |
| 2020年2月24日 | キラメキライダー☆                                   | CVRD-003 | [ 98 ]  |
| 2021年1月14日 | Candy-Go-Round                                      | CVRD-021 | [ 99 ]  |
| 2021年2月19日 | あすいろClearSky                                    | CVRD-031 | [ 100 ] |
| 2022年3月13日 | Prism Melody                                        | CVRD-138 | [ 101 ] |
| 2022年8月19日 | 飛んでK！ホロライブサマー                           | CVRD-199 | [ 102 ] |
| 2022年8月22日 | ホロメン音頭                                        | CVRD-200 | [ 103 ] |
| 2023年7月2日  | 青春アーカイブ                                      | CVRD-303 | [ 104 ] |
| 2024年3月15日 | ホロライブ言えるかな？hololive SUPER EXPO 2024 ver. | CVRD-406 | [ 105 ] |

| 発売日        | タイトル | 品番     | 出典    |
| ------------- | -------- | -------- | ------- |
| 2021年4月21日 | Bouquet  | HOLO-001 | [ 106 ] |

### その他の参加作品
| 発売日         | タイトル                   | アーティスト                                     | 品番       | 出典    |
| -------------- | -------------------------- | ------------------------------------------------ | ---------- | ------- |
| 2020年10月30日 | カレーメシ・イン・ミラクル | スパイスラブ（大空スバル、湊あくあ、兎田ぺこら） | -          |         |
| 2020年12月18日 | Hacha-Mecha ミラクル       | 湊あくあ、大空スバル、兎田ぺこら                 | CVRD-015   | [ 107 ] |
| 2024年2月7日   | 水たまり                   | Blue Journey                                     | UPCH-89552 | [ 108 ] |

| 発売日        | タイトル                               | アーティスト          | 品番       | 楽曲 | 出典            |
| ------------- | -------------------------------------- | --------------------- | ---------- | --- | --------------- |
| 2022年8月13日 | 告白実行委員会 -FLYING SONGS- 恋してる | HoneyWorks            | -          | ヒロインは平均以下。（HoneyWorks feat.湊あくあ）                                                                                            | [ 109 ]         |
| 2023年9月6日  | 夜明けのうた                           | Blue Journey          | UPCH-20658 | - | [ 110 ]         |
| 2024年2月27日 | ほろはにヶ丘高校 -Originals-           | hololive × HoneyWorks | HLP-10003  | 青春アーカイブ（ときのそら、星街すいせい、白上フブキ、湊あくあ、天音かなた、Moona Hoshinova、Airani Iofifteen、Takanashi Kiara、Gawr Gura） | [ 111 ] [ 112 ] |